# 凤凰岛站
凤凰岛站，位于中华人民共和国山东省青岛市黄岛区（西海岸新区）瓦屋庄停车场旁，是青岛地铁1号线的地铁车站，2021年12月30日启用。

## 特色
因本站系跨海区间改造车站，故站台结构与青岛地铁其他车站略有区别，如：本站为青岛地铁侧式站台中目前唯一一座能看到对面站台的车站，且为目前青岛地铁站厅站台层高差最大的车站。